# Лавено (Бреша)
Лавено (итал. Laveno) је насеље у Италији у округу Бреша, региону Ломбардија.
Према процени из 2011. у насељу је живело 79 становника. Насеље се налази на надморској висини од 994 м.